# Puygaillard-de-Quercy
Puygaillard-de-Quercy (okzitanisch: Puèggalhard de Carcin) ist eine französische Gemeinde mit 379 Einwohnern (Stand: 1. Januar 2022) im Département Tarn-et-Garonne in der Region Okzitanien. Sie gehört zum Arrondissement Montauban und zum Kanton Tarn-Tescou-Quercy vert (bis 2015: Kanton Monclar-de-Quercy). Die Einwohner werden Puygaillardais genannt.

## Geographie
Puygaillard-de-Quercy liegt etwa 22 Kilometer östlich von Montauban im Quercy. Umgeben wird Puygaillard-de-Quercy von den Nachbargemeinden Bruniquel im Norden und Osten, Larroque im Osten und Südosten, Puycelci im Süden und Südosten, Monclar-de-Quercy im Südwesten sowie Vaïssac im Westen.

## Bevölkerung
| Jahr      | 1962 | 1968 | 1975 | 1982 | 1990 | 1999 | 2006 | 2013 |
| --------- | ---- | ---- | ---- | ---- | ---- | ---- | ---- | ---- |
| Einwohner | 356  | 308  | 265  | 296  | 274  | 271  | 298  | 367  |